# ハシバミ
ハシバミ（榛、学名：Corylus heterophylla var. thunbergii、英語名：Asian Hazel）は、ブナ目カバノキ科ハシバミ属に分類される被子植物の一種である、落葉低木。和名は、葉にしわがあるので「ハシワミ」の転訛したものといわれている。

## 分布・生育地
ロシア沿海地方から東アジア北東部の全域、詳しくは、ウスリー川流域（ロシア沿海地方）、および、アムール川流域（中国東北部を含む）から中国陝西省にかけての地域、ならびに朝鮮半島、日本列島（北海道・本州・四国・九州）に分布する。山地や丘陵の日当たりのよい林縁などに自生する。

## 形態と生態
落葉広葉樹の低木で、樹高は1 - 5メートル (m) になり、成木でも幹は細い。株立ちになることが多い。
樹皮は、灰褐色で浅い裂け目が入る。ごく若い樹皮では皮目が多い。若い枝には毛がある。
葉は互生し、葉身は長さ6 - 12センチメートル (cm) 、幅5 - 12 cmぐらいの広卵形から円形で、丸くて硬くザラザラしている。葉縁には不揃いな重鋸歯がある。先端は急に尖って、若い葉の中心部が赤茶色になっていることがある。
花期は初春から春（3 - 4月ごろ）で、雌雄同株。春に葉が展開するよりも先に開花する。雄花は黄褐色で、尾状花序が枝の上部の葉のわきから穂のように垂れ下がり、長さ3 - 7 cmほどある。雌花序は数個つき、雌花は芽鱗に包まれたまま開花して赤い柱頭が突き出ていて目立つ。
果期は9 - 10月。果実は堅果で、大きさは直径約1.5 cmの球形で、葉状の総苞に包まれている。実は食用にできるが、世界的に流通しているヘーゼルナッツは本種の同属異種にあたるセイヨウハシバミ（西洋榛）である。
冬芽は雄花序以外は鱗芽で、やや平たい倒卵形で、仮頂芽と互生する側芽があり、8 - 10枚の芽鱗に包まれている。雄花序は裸芽で、赤味を帯びたくすんだ色で円柱形をしており、枝先に2 - 6個ぶら下がってつく。雄花序の冬芽はツノハシバミに似るが、ハシバミの方が数がより多い。側芽のわきにある葉痕は半円形で、維管束痕が5 - 7個つく。

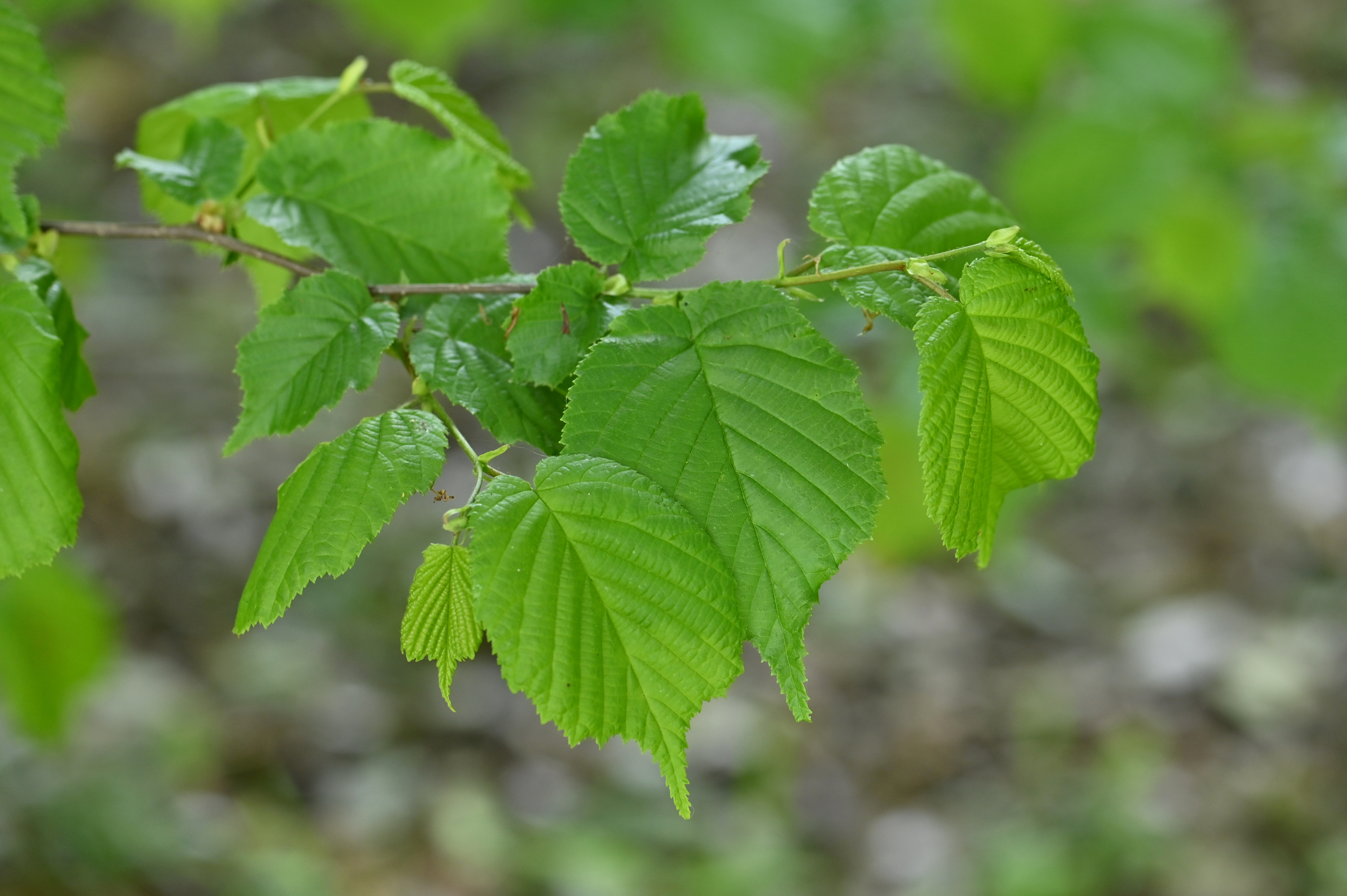
若葉
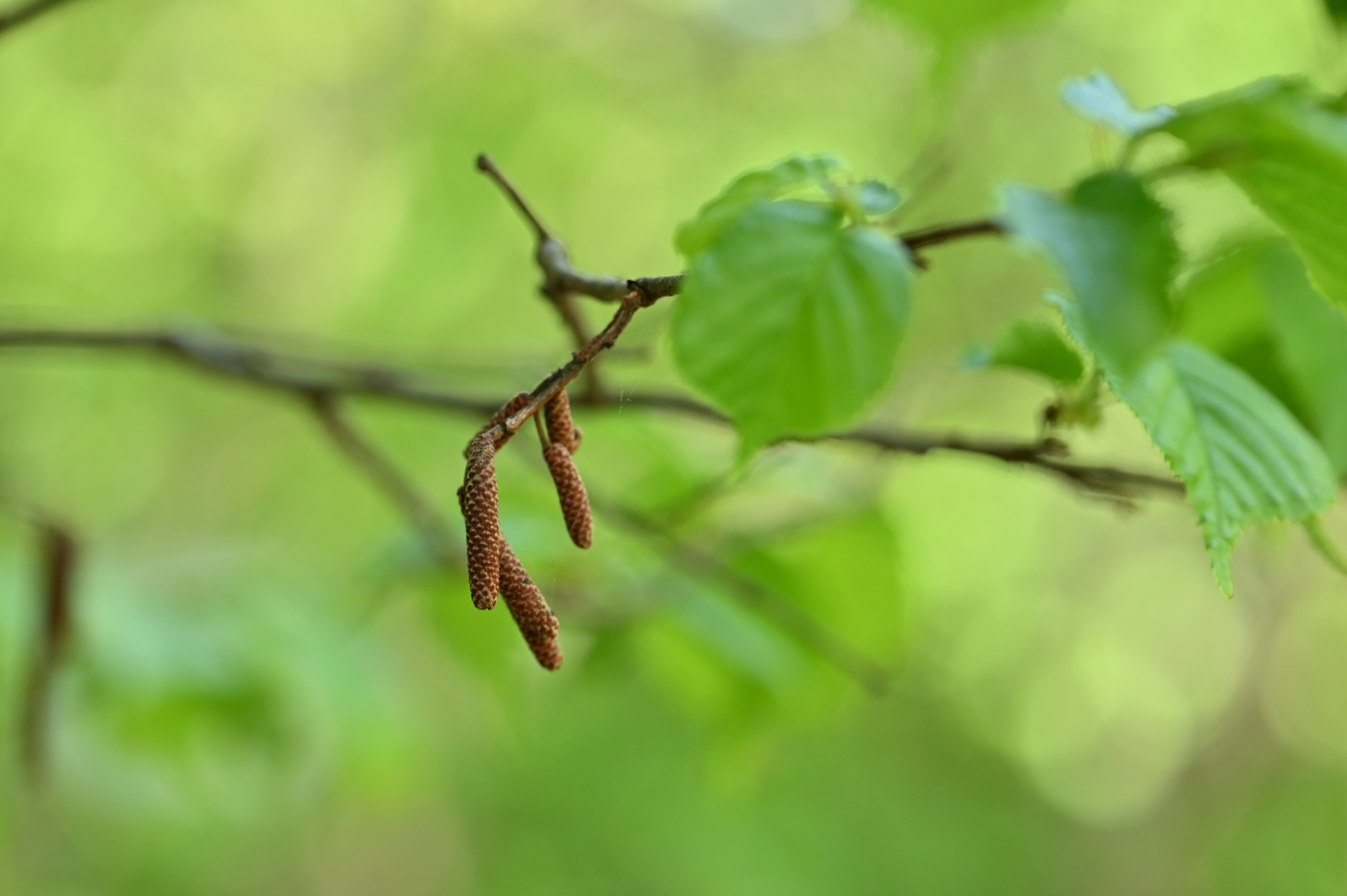
雄花序

## 利用
果実は食用になり、植栽として庭などにも植えられる。

## 文化的特徴
古くは占い棒として使われていた。また、英国では、この木の枝と葉で冠を作り頭に乗せると、幸運が訪れると信じられている。
日本の伝統的色名の一つ「榛色（はしばみいろ）」は、セイヨウハシバミの実（ヘーゼルナッツ）の色に由来している。

## 近縁種
日本でハシバミとよばれる植物には、オオハシバミ（Corylus heterophylla var. heterophylla）、ツノハシバミ（Corylus sieboldiana var. sieboldiana）、ハシバミ（本種）などがあり、世界にはセイヨウハシバミ（Corylus avellana）、アメリカハシバミ（Corylus americana）、それの中間種とされるフィルバートとよばれるものがある。
この中ではツノハシバミが外見上の特徴として、果実を包む総苞が筒状に長く角のように伸びているので、よく区別される。ハシバミはオオハシバミの変種で、その果実からシバグリ（柴栗）の名を与えられている。